# 20. ceremonia wręczenia nagród Gildii Aktorów Ekranowych
20. ceremonia wręczenia nagród Gildii Aktorów Ekranowych za rok 2013, odbyła się 18 stycznia 2014 roku, w Shrine Exposition Center w Los Angeles.
Galę wręczenia nagród transmitowała stacja TNT. Nagrody zostały przyznawane za wybitne osiągnięcia w sztuce aktorskiej w minionym roku.
Nominacje do nagród ogłoszone zostały 11 grudnia 2013 roku; prezentacji dokonali aktorzy Sasha Alexander oraz Clark Gregg.
Nagrodę za osiągnięcia życia przyznano aktorce Ricie Moreno.

## Laureaci i nominowani
Laureaci nagród wyróżnieni są wytłuszczeniem

### Produkcje kinowe

#### Wybitny występ aktora w roli pierwszoplanowej
- Matthew McConaughey – Witaj w klubie
  - Bruce Dern – Nebraska
  - Chiwetel Ejiofor – Zniewolony
  - Tom Hanks – Kapitan Phillips
  - Forest Whitaker – Kamerdyner

#### Wybitny występ aktorki w roli pierwszoplanowej
- Cate Blanchett – Blue Jasmine
  - Sandra Bullock – Grawitacja
  - Judi Dench – Tajemnica Filomeny
  - Meryl Streep – Sierpień w hrabstwie Osage
  - Emma Thompson – Ratując pana Banksa

#### Wybitny występ aktora w roli drugoplanowej
- Jared Leto – Witaj w klubie
  - Barkhad Abdi – Kapitan Phillips
  - Daniel Brühl – Wyścig
  - Michael Fassbender – Zniewolony
  - James Gandolfini – Ani słowa więcej

#### Wybitny występ aktorki w roli drugoplanowej
- Lupita Nyong’o – Zniewolony
  - Jennifer Lawrence – American Hustle: Jak się skubie w Ameryce
  - Julia Roberts – Sierpień w hrabstwie Osage
  - June Squibb – Nebraska
  - Oprah Winfrey – Kamerdyner

#### Wybitny występ zespołu aktorskiego w filmie kinowym
- American Hustle: Jak się skubie w Ameryce
  - Zniewolony
  - Sierpień w hrabstwie Osage
  - Witaj w klubie
  - Kamerdyner

#### Wybitny występ zespołu kaskaderskiego w filmie kinowym
- Ocalony
  - Wyścig
  - Wszystko stracone
  - Wolverine
  - Szybcy i wściekli 6

### Produkcje telewizyjne

#### Wybitny występ aktora w miniserialu lub filmie telewizyjnym
- Michael Douglas – Wielki Liberace
  - Matt Damon – Wielki Liberace
  - Rob Lowe – Zabić Kennedy’ego
  - Jeremy Irons – The Hollow Crown
  - Al Pacino – Phil Spector

#### Wybitny występ aktorki w miniserialu lub filmie telewizyjnym
- Helen Mirren – Phil Spector
  - Angela Bassett – Betty & Coretta
  - Helena Bonham Carter – Burton & Taylor
  - Holly Hunter – Tajemnice Laketop
  - Elisabeth Moss – Tajemnice Laketop

#### Wybitny występ aktora w serialu dramatycznym
- Bryan Cranston – Breaking Bad
  - Steve Buscemi – Zakazane imperium
  - Jeff Daniels – Newsroom
  - Peter Dinklage – Gra o tron
  - Kevin Spacey – House of Cards

#### Wybitny występ aktorki w serialu dramatycznym
- Maggie Smith – Downton Abbey
  - Claire Danes – Homeland
  - Anna Gunn – Breaking Bad
  - Jessica Lange – American Horror Story: Sabat
  - Kerry Washington – Skandal

#### Wybitny występ aktora w serialu komediowym
- Ty Burrell – Współczesna rodzina
  - Alec Baldwin – Rockefeller Plaza 30
  - Jason Bateman – Bogaci bankruci
  - Jim Parsons – Teoria wielkiego podrywu
  - Don Cheadle – Kłamstwa na sprzedaż

#### Wybitny występ aktorki w serialu komediowym
- Julia Louis-Dreyfus – Figurantka
  - Tina Fey – Rockefeller Plaza 30
  - Mayim Bialik – Teoria wielkiego podrywu
  - Edie Falco – Siostra Jackie
  - Julie Bowen – Współczesna rodzina

#### Wybitny występ zespołu aktorskiego w serialu dramatycznym
- Breaking Bad
  - Downton Abbey
  - Zakazane imperium
  - Gra o tron
  - Homeland

#### Wybitny występ zespołu aktorskiego w serialu komediowym
- Współczesna rodzina
  - Rockefeller Plaza 30
  - Teoria wielkiego podrywu
  - Bogaci bankruci
  - Figurantka

#### Wybitny występ zespołu kaskaderskiego w serialu telewizyjnym
- Gra o tron
  - Zakazane imperium
  - Breaking Bad
  - Homeland
  - Żywe trupy

### Nagroda za osiągnięcia życia
- Rita Moreno